# Okręty podwodne typu Gotland
Okręty podwodne typu Gotland – szwedzkie okręty podwodne o napędzie diesel-elektrycznym, wyposażone dodatkowo w dwa generatory Stirlinga, zapewniające uzupełniający napęd niezależny od powietrza (AIP). Okręty tego typu są zasadniczo zmodyfikowaną wersją jednostek typu Västergötland, do którego zaimplementowano napęd AIP. Jednostki te cechuje wysoki stopień zautomatyzowania maszynowni, zaś systemy bojowe zostały zaadaptowane do obsługi torped typu Tp 62, których wbudowany sonar jest połączony z okrętowym układem kontroli ognia. W odróżnieniu od wcześniejszych jednostek, okręty te nie są wyposażone w holowaną antenę sonaru, jednakże mają zaimplementowany aktywny system unikania min. W latach 2001–2003, okręty tego typu otrzymały ulepszony układ klimatyzacyjny oraz systemy komunikacyjne, celem umożliwienia im operowania poza obszarem Bałtyku.

## Historia
W marcu 1990 rząd szwedzki złożył w stoczni Kockums AB zamówienie na budowę trzech nowych okrętów podwodnych. Na okrętach zdecydowano się zainstalować nowy niezależny od powietrza atmosferycznego napęd wyposażony w silniki Stirlinga. Stępkę pod budowę pierwszego okrętu typu HMS „Gotland” położono w mieszczącej się w Malmö stoczni Kockums 10 października 1992. Wodowanie nastąpiło 2 lutego 1995, wejście do służby w 1996.
W związku z brakiem na wyposażeniu marynarki amerykańskiej okrętów podwodnych z napędem diesel-elektrycznym, 2005 roku okręt prototypowy tego typu rozpoczął wspólne operacje z US Navy, których celem było zebranie doświadczeń w zwalczaniu okrętów podwodnych wyposażonych w system AIP. Wydzierżawiony w tym celu „Gotland” został przetransportowany do Stanów Zjednoczonych na pokładzie norweskiej jednostki półzanurzalnej. Podczas jednej z takich akcji udało mu się niepostrzeżenie zbliżyć do lotniskowca USS „Ronald Reagan” i zrobić mu z niewielkiej odległości serię zdjęć. „Sukcesy agresora” spowodowały przedłużenie dzierżawy okrętu do 2007 roku.

## Zbudowane okręty
|             | położenie stępki     | wodowanie        | wejście do służby   | Status    |
| ----------- | -------------------- | ---------------- | ------------------- | --------- |
| HMS Gotland | 10 października 1992 | 2 lutego 1995    | 2 września 1996     | w służbie |
| HMS Uppland | 14 stycznia 1994     | 9 lutego 1996    | 1 maja 1997         | w służbie |
| HMS Halland | 21 października 1994 | 27 września 1996 | 1 października 1997 | w służbie |